# 王懿
王 懿（おう い、太和2年（367年）頃 - 元嘉15年5月22日（438年6月30日））は、前秦から南朝宋にかけての軍人。名が晋の宣帝司馬懿の諱を冒していたため、史書では字の仲徳で呼ばれることが多い。本貫は太原郡祁県。

## 経歴
後漢の司徒王允の弟の王懋の六世孫である王苗の子として生まれた。前秦が淝水の敗戦後に混乱に陥ると、ときに王懿は17歳であったが、兄の王叡とともに兵を挙げ、慕容垂と戦ったが、敗北した。黄河を渡って滑台に到着し、翟魏の君主である翟遼のもとに留まってその将帥となった。年を重ねて東晋に帰順するべく、泰山に逃れた。
東晋の太元末年、彭城に居をうつした。同族の王愉が江南で出世していたために、これを頼っていったが、王愉は王懿に冷たかったため、王懿は姑孰で桓玄の麾下に入った。桓玄が帝を称すると、王懿の兄の王叡は劉裕について桓玄打倒の策謀に加担した。王懿は秘密が必ず漏れるものであることを兄に忠告したが、はたして策謀は漏れて、王叡は桓玄に殺され、王懿は逃亡して隠れた。劉裕らが建康を平定すると、王懿は中兵参軍となった。
義熙5年（409年）、劉裕が南燕を討つと、王懿はその先鋒をつとめ、大小20戦あまりを戦い、連戦連勝した。義熙6年（410年）、盧循の反乱軍が建康に迫り、劉毅が桑落洲で敗れると、劉裕は北伐から帰還したばかりで、負傷した兵士も多く、戦いに耐えられる者は数千人ほどであった。盧循の大軍に敗れて逃げ帰ってきた者たちは、その強さを報告し、東晋の朝廷は遷都論に傾いた。王懿はこれに対して「匹夫の号令を恐れるものではない」と豪語し、率先して戦地に向かうことを求めたため、越城に駐屯するよう命じられた。盧循が蔡洲から南に敗走すると、王懿はこれを追撃した。盧循の仲間の范崇民が5000人を率い、高艦100隻あまりを保持して、南陵に築城していた。王懿はこれを攻めて、范崇民を撃破し、その戦艦を焼き、敗走した兵を収容した。功績は諸将の筆頭とされ、新淦県侯に封じられた。義熙12年（416年）、劉裕が北伐すると、王懿は征虜将軍の号を受け、前鋒諸軍事をつとめた。檀道済・王鎮悪が洛陽に向かい、劉遵考・沈林子が石門に進出し、朱超石・胡藩が半城に向かったが、みな王懿の統率下にあった。王懿は朱牧・竺霊秀・厳綱らを率いて潼関に進撃した。長安が平定されると、王懿は太尉諮議参軍となった。
劉裕が洛陽への遷都論を唱え、議論では賛成する者が主流を占めた。王懿は権力基盤が固まっておらず時期尚早であるとして慎重論を取り、劉裕は王懿の意見を受け入れた。王懿は劉裕の命により姚泓の身柄を彭城に護送した。
南朝宋建国翌年の永初2年（421年）、冀州刺史に任じられた。永初3年（422年）1月、徐州刺史に転じた。
元嘉2年（425年）3月、安北将軍の号を受けた。元嘉7年（430年）、到彦之とともに北伐し、北魏の軍を撃破した。南朝宋の諸軍は霊昌津に進出して駐屯した。10月、魏軍が委粟津から渡河し、金墉に迫ると、虎牢と洛陽の諸軍は相次いで敗走した。王懿は済南で舟を焼き武具を遺棄すると、彭城に帰還した。王懿は到彦之とともに免官された。まもなく檀道済とともに滑台を救援に向かったが、糧食が尽きて撤退した。
元嘉9年（432年）7月、鎮北将軍・徐州刺史に任じられた。元嘉10年（433年）1月、兗州刺史を兼ねた。元嘉13年（436年）5月、鎮北大将軍の号を受けた。
元嘉15年5月辛卯（438年6月30日）、死去した。諡は桓侯といった。
子の王正修が後を嗣いだが、家僮に殺害された。

## 逸話・人物
- 王懿は若くして陰陽に通じ、声律を解した。
- 王懿は慕容垂と戦って敗れると、重傷を負って逃走し、家族ともはぐれた。道は大沢にかかり、前進できなくなって、困窮の果てに林中に倒れ伏した。そこに忽然と青衣の童児が牛に乗って現れ、王懿を見て「食べていないのか」と訊ねると、王懿は飢えを告白した。童児は去り、ほどなくまたやってくると、王懿に食を与えた。王懿は食べ終わると、元気を回復して再び出発した。行くところ河の瀑布に突き当たり、渡りかたが分からなかった。そこに1匹の白い狼が現れ、天を仰いでひと吠えして吠え終わると、王懿の衣を銜えて河を渡った。王懿がこれについて行くと、無事渡ることができ、兄の王叡とも再会できたという。
- 王懿が翟遼のもとを逃れて泰山に向かうと、翟遼に追っ手の騎兵をかけられた。夜間に進んだが、忽然と炬火が現れて先導し、王懿はこれに従って進み、100里ばかり行くと、逃れることができたという。
- 劉裕らが桓玄を討って建康を平定すると、王懿は王叡の子の王方回を抱いて劉裕と面会し、劉裕は馬上で方回を抱いて王懿とともに泣いた。王叡には給事中の位が追贈され、安複県侯に追封された。
- 430年の北伐でひとたび魏軍を破ると、宋軍は戦勝に湧いたが、王懿はひとり憂色に沈み、「胡虜は仁義に足らないといえど、凶暴狡猾に余りあり、いま戈をおさめて北に帰っても、戦力を集結し、黄河の凍る冬となれば、どうして三軍の憂いとならないことがあろうか」といった。王懿の懸念は当たってこの冬に北魏の反攻を受けて宋軍は大敗を喫した。
- 到彦之は虎牢と洛陽が守りきれないと聞くと、舟を焼いて徒歩で逃げようとした。王懿は「洛陽がすでに陥落し、虎牢が守りきれないというのは、勢いのしかるところです。いま賊は我を去ること千里にあり、滑台にはなお強兵がありますが、もし即座に舟を捨てて逃走すれば、兵士は散り散りになってしまいます。済水に入って馬耳谷口に行けば、もっとしかるべきところがありましょう」と言った。王懿は軍を済南郡歴城に立ち寄らせて撤退させ、舟を焼き武具を遺棄すると、彭城に帰還した。
- 王懿は3度徐州刺史をつとめて威信があり、彭城に仏寺を建て、白狼と童子の像を作って塔中におさめた。これらの像はかつて河北で遭遇した者たちをモデルとしていた。

## 伝記資料
- 『宋書』巻46 列伝第6
- 『南史』巻25 列伝第15